# Бєлоусов Денис Олегович
Денис Олегович Бєлоусов (нар. 6 листопада 1996) — український футболіст, захисник ФК «Агробізнес» (Волочиськ).

## Життєпис
Вихованець футбольних шкіл луганських ЛВУФК та «Зорі».
У 2013 році підписав контракт з луганською «Зорею» та розпочав свої виступи в молодіжній Прем'єр-лізі (до 2017 року). У серпні 2017 року підписав річний контракт з представником першої ліги чемпіонату України, краматорським «Авангардом». Дебютував у стартовому складі краматорського клубу 5 серпня 2017 року в поєдинку Першої ліги України проти ФК «Полтави».